# Infedeltà coniugale
L'infedeltà coniugale è la mancanza di fedeltà affettiva, sentimentale o sessuale in un rapporto di coppia esclusivo. Il suo concetto morale varia a seconda dei contesti storici e sociali. Ancora oggi alcuni ordinamenti giuridici la perseguono come reato, in alcuni casi estremi anche con la lapidazione.

## Nel vecchio diritto italiano
L'infedeltà coniugale nel diritto italiano era disciplinata dagli articoli 559 e 560 del codice penale, che prevedevano rispettivamente le fattispecie di adulterio e concubinato. Per la moglie costituiva reato il semplice adulterio, che vedeva punito anche il correo dell'adultera. La pena era prevista in misura maggiore nel caso di relazione adulterina. Il delitto era punibile a querela del marito.
Quando a commettere il reato era il marito, invece, l'infedeltà era punita solo nel caso in cui avesse tenuto una concubina nella casa coniugale o notoriamente altrove.
La Corte costituzionale ha affrontato più volte la questione di questa disparità di trattamento. In un primo tempo si era pronunciata per l'infondatezza della questione. L'avvocatura dello Stato aveva sostenuto l'impostazione tradizionale nel diritto italiano che «oggetto della tutela, nella norma dell'art. 559, non è soltanto il diritto del marito alla fedeltà della moglie, bensì il preminente interesse dell'unità della famiglia, che dalla condotta infedele della moglie è leso e posto in pericolo in misura che non trova riscontro nelle conseguenze di una isolata infedeltà del marito».
Tornata poi a esaminare la questione con sentenza 19 dicembre 1968, n. 126, ha dichiarato incostituzionali i commi primo e secondo dell'art. 559 c.p. (reato dell'adulterio semplice compiuto dalla moglie).
Tornata sull'argomento, la Corte con sentenza 3 dicembre 1969, n. 147, ha dichiarato incostituzionali sia i commi terzo e quarto dell'art 559 c.p. (reato di relazione adulterina della moglie), sia l'art. 560 (concubinato del marito).

## Implicazioni legali nel mondo
Tutti i Paesi europei e la maggior parte di quelli dell'America Latina hanno depenalizzato l'adulterio; tuttavia, molti Paesi in Africa e in Asia (soprattutto in Medio Oriente) criminalizzano questo tipo di infedeltà. Anche quando l'infedeltà non è un reato, può avere conseguenze legali nei casi di divorzio; ad esempio, può essere un fattore di divisione dei beni, di affidamento dei figli, di rifiuto degli alimenti, ecc. Nelle azioni civili, non solo il coniuge ma anche l'"altro uomo/altra donna" possono essere ritenuti responsabili: ad esempio, sette Stati americani (Hawaii, Illinois, North Carolina, Mississippi, New Mexico, South Dakota e Utah) consentono un'azione per illecito per alienazione di affetto (intentata dal coniuge abbandonato contro un terzo presunto responsabile dello scioglimento del matrimonio). Negli Stati Uniti, i coniugi possono rivolgersi a un investigatore privato per raccogliere le prove dell'infedeltà. Le leggi penali sull'infedeltà variano negli Stati Uniti e gli Stati che considerano l'adulterio un reato raramente lo perseguono. Le pene per l'adulterio vanno dall'ergastolo nel Michigan a una multa di 10 dollari nel Maryland, o a un reato di classe 1 nel Wisconsin. La costituzionalità delle leggi penali sull'adulterio negli Stati Uniti non è chiara a causa delle decisioni della Corte Suprema del 1965 che concedono la riservatezza dell'intimità sessuale agli adulti consenzienti, così come le implicazioni più ampie di Lawrence contro Texas (2003). L'adulterio è stato reso illegale in 21 Stati.
In molte giurisdizioni, l'adulterio può avere implicazioni legali indirette, in particolare nei casi di violenza, come aggressioni domestiche e omicidi, in particolare attenuando l'omicidio in omicidio colposo, o prevedendo altrimenti difese parziali o complete in caso di violenza, soprattutto nelle culture in cui esiste una tradizionale tolleranza dei crimini passionali e dei delitti d'onore. Negli ultimi anni tali disposizioni sono state condannate dal Consiglio d’Europa e dalle Nazioni Unite. La Raccomandazione Rec (2002) 5 del Comitato dei Ministri del Consiglio d'Europa agli Stati membri sulla protezione delle donne contro la violenza afferma che essi dovrebbero: "(...) 57. Precludere l'adulterio come scusa per la violenza all'interno della famiglia." L'Ente delle Nazioni Unite per l'uguaglianza di genere e l'empowerment femminile ha anche affermato riguardo alla difesa dalla provocazione e altre difese simili: "Le leggi dovrebbero affermare chiaramente che queste difese non includono o si applicano ai crimini di 'onore', adulterio, aggressione domestica o omicidio".

## Incidenza
Dopo la pubblicazione dei Rapporti Kinsey nei primi anni ’50, i risultati suggerirono che storicamente e culturalmente, il sesso extraconiugale è stato una questione di regolamentazione più del sesso prima del matrimonio. I rapporti Kinsey hanno rilevato che circa la metà degli uomini e un quarto delle donne studiate avevano commesso adulterio. Il Rapporto Janus sul comportamento sessuale in America riportava anche che un terzo degli uomini sposati e un quarto delle donne hanno avuto una relazione extraconiugale.
Secondo The New York Times, i dati più coerenti sull’infedeltà provengono dal General Social Survey (GSS) dell’Università di Chicago. Dalle interviste condotte dal GSS a persone in relazioni monogame dal 1972 è emerso che circa il 12% degli uomini e il 7% delle donne ammettono di aver avuto una relazione extraconiugale. I risultati, tuttavia, variano di anno in anno e anche in base alla fascia di età esaminata. Ad esempio, uno studio condotto dall’Università di Washington, Seattle, ha rilevato tassi di infedeltà leggermente o significativamente più alti per le popolazioni sotto i 35 anni o più di 60. In quello studio, che ha coinvolto 19.065 persone durante un periodo di 15 anni, è emerso che i tassi di infedeltà tra gli uomini erano aumentati dal 20% al 28% e i tassi per le donne variavano dal 5% al 15%. In indagini nazionali più recenti, diversi ricercatori hanno scoperto che circa il doppio degli uomini rispetto alle donne hanno riferito di avere una relazione extraconiugale. Un sondaggio condotto nel 1990 ha rilevato che il 2,2% dei partecipanti sposati ha riferito di aver avuto più di un partner nell'ultimo anno. In generale, le indagini nazionali condotte all’inizio degli anni ’90 riportavano che tra il 15 e il 25% degli americani sposati riferivano di avere relazioni extraconiugali. Le persone che avevano interessi sessuali più forti, valori sessuali più permissivi, una minore soddisfazione soggettiva con il proprio partner, legami di rete più deboli con il proprio partner e maggiori opportunità sessuali avevano maggiori probabilità di essere infedeli. Gli studi suggeriscono che circa il 30-40% delle relazioni non sposate e il 18-20% dei matrimoni vedono almeno un episodio di infedeltà sessuale.
Si ritiene che i tassi di infedeltà tra le donne aumentino con l’età. In uno studio, i tassi erano più alti nei matrimoni più recenti, rispetto alle generazioni precedenti. Si è scoperto che gli uomini sono solo “leggermente” più propensi delle donne a commettere infedeltà, con tassi per entrambi i sessi che diventano sempre più simili. Un altro studio ha rilevato che la probabilità che le donne siano coinvolte nell'infedeltà ha raggiunto il picco nel settimo anno di matrimonio per poi diminuire in seguito. Per gli uomini sposati, più a lungo avevano una relazione, meno probabilità avevano di commettere infedeltà, fino al diciottesimo anno di matrimonio, momento in cui la possibilità che gli uomini commettessero infedeltà cominciò ad aumentare.
La ricerca sulla gravidanza e i suoi effetti sul desiderio sessuale e sui tassi di infedeltà condotta nel sud della Spagna ha indicato che gli uomini avevano maggiori probabilità di commettere infedeltà mentre la loro partner era incinta. È stato stimato che 1 futuro padre su 10 sia coinvolto in un'infedeltà ad un certo punto durante la gravidanza del proprio partner e ha suggerito che la probabilità che l'uomo sia coinvolto in un'infedeltà aumenta man mano che la gravidanza della donna avanza nei suoi trimestri.
Una misura di infedeltà è la discrepanza paterna, una situazione che si verifica quando qualcuno che si presume sia il padre di un bambino non è in realtà il genitore biologico. Nei media talvolta si ipotizzano frequenze fino al 30%, ma una ricerca del sociologo Michael Gilding ha fatto risalire queste sovrastime a un'osservazione informale in una conferenza del 1972. L'individuazione della discrepanza paterna può avvenire nel contesto dello screening genetico medico, nella ricerca genetica sui cognomi, e nei test di immigrazione. Tali studi mostrano che la discrepanza paterna è, infatti, inferiore al 10% tra le popolazioni africane campionate, meno del 5% tra le popolazioni native americane e polinesiane campionate, meno del 2% della popolazione mediorientale campionata, e generalmente 1–2% tra i campioni europei.

### Genere
Sono state comunemente riportate differenze nell'infedeltà sessuale in funzione del genere. È più comune per gli uomini rispetto alle donne impegnarsi in relazioni extradiadiche. Il National Health and Social Life Survey ha rilevato che il 4% degli uomini sposati, il 16% degli uomini conviventi e il 37% degli uomini frequentati hanno commesso atti di infedeltà sessuale nell'anno precedente rispetto all'1% delle donne sposate, all'8% delle donne conviventi e il 17% delle donne che hanno relazioni di coppia. Queste differenze sono state generalmente ritenute dovute a pressioni evolutive che motivano gli uomini verso l'opportunità sessuale e le donne verso l'impegno verso un partner (per ragioni come il successo riproduttivo, la stabilità e le aspettative sociali). Inoltre, ricerche recenti rilevano che le differenze di genere potrebbero essere spiegate da altri meccanismi, tra cui la ricerca del potere e delle sensazioni. Ad esempio, uno studio ha rilevato che alcune donne in posizioni di potere più indipendenti dal punto di vista finanziario e più elevate avevano anche maggiori probabilità di essere più infedeli ai loro partner. In un altro studio, quando veniva controllata la tendenza alla ricerca di sensazioni (cioè a impegnarsi in comportamenti rischiosi), non c'erano differenze di genere nella probabilità di essere infedeli. Questi risultati suggeriscono che potrebbero esserci vari fattori che potrebbero influenzare la probabilità di alcuni individui di impegnarsi in relazioni extradiadiche e che tali fattori potrebbero spiegare le differenze di genere osservate oltre il genere reale e le pressioni evolutive associate a ciascuno.

#### Differenze di genere
Attualmente si discute nel campo della psicologia evoluzionistica se esista una differenza sessuale innata ed evoluta tra uomini e donne in risposta a un atto di infedeltà; questa è spesso chiamata "differenza di sesso". Uno studio pubblicato nel 2002 ha suggerito che potrebbero esserci differenze sessuali nella gelosia. Coloro che ipotizzano che esista una differenza sessuale affermano che gli uomini hanno il 60% in più di probabilità di essere disturbati da un atto di infedeltà sessuale (avere il proprio partner impegnato in rapporti sessuali con un altro), mentre le donne hanno l'83% in più di probabilità di essere disturbate da un atto di infedeltà sessuale. un atto di infedeltà emotiva (far innamorare il proprio partner di un altro). Coloro che sono contrari a questo modello sostengono che non vi è alcuna differenza tra uomini e donne nella loro risposta a un atto di infedeltà. Da una prospettiva evolutiva, si teorizza che gli uomini massimizzino la loro forma fisica investendo il meno possibile nella loro prole e producendo quanta più prole possibile, a causa del rischio che i maschi investano in figli che non sono i loro. Si teorizza che le donne, che non corrono il rischio di tradimento, massimizzino la loro forma fisica investendo il più possibile nella loro prole perché investono almeno nove mesi di risorse nella loro prole durante la gravidanza. Si teorizza la massimizzazione della forma fisica femminile richieda ai maschi nella relazione di investire tutte le loro risorse nella prole. Si teorizza che queste strategie contrastanti abbiano portato alla selezione di diversi meccanismi di gelosia progettati per migliorare l'idoneità del rispettivo genere.
Un modo comune per verificare se esiste una risposta di gelosia innata tra i sessi è utilizzare un questionario a scelta forzata. Questo stile di questionario pone ai partecipanti domande in stile "sì o no" e "risposta A o risposta B" su determinati scenari. Ad esempio, una domanda potrebbe essere: "Se scoprissi che il tuo partner ti tradisce, saresti più turbato da (A) il coinvolgimento sessuale o (B) il coinvolgimento emotivo". Molti studi che utilizzano questionari a scelta forzata hanno trovato risultati statisticamente significativi a sostegno di una differenza sessuale innata tra uomini e donne. Inoltre, gli studi hanno dimostrato che questa osservazione vale in molte culture, sebbene l'entità della differenza sessuale vari all'interno dei sessi nelle diverse culture.
Sebbene i questionari a scelta forzata mostrino una differenza di sesso statisticamente significativa, i critici della teoria delle differenze sessuali evolute nella gelosia mettono in dubbio questi risultati. Considerando l'intero lavoro sulle differenze sessuali, C.F. Harris ha affermato che quando vengono utilizzati metodi diversi dai questionari a scelta forzata per identificare una differenza sessuale innata, iniziano a sorgere incoerenze tra gli studi. Ad esempio, i ricercatori hanno scoperto che le donne a volte riferiscono di provare una gelosia più intensa in risposta all'infedeltà sia sessuale che emotiva. I risultati di questi studi dipendevano anche dal contesto in cui i partecipanti dovevano descrivere il tipo di gelosia che provavano, nonché l’intensità della loro gelosia.
Nella sua meta-analisi, Harris solleva la questione se i questionari di scelta forzata misurino effettivamente ciò che intendono: la gelosia stessa e la prova che le differenze nella gelosia derivano da meccanismi innati. La sua meta-analisi rivela che le differenze di sesso si trovano quasi esclusivamente negli studi sulla scelta forzata. Secondo Harris, una meta-analisi di molteplici tipi di studi dovrebbe indicare una convergenza di prove e molteplici operazionalizzazioni. Non è così, il che solleva la questione della validità degli studi sulla scelta forzata. DeSteno e Bartlett (2002) supportano ulteriormente questa argomentazione fornendo prove che indicano che risultati significativi degli studi sulla scelta forzata possono in realtà essere un artefatto di misurazione; questa constatazione invaliderebbe molte delle affermazioni avanzate da coloro che sono "favori" di una differenza sessuale "innata". Anche coloro che sono "a favore" delle differenze sessuali ammettono che alcune linee di ricerca, come gli studi sugli omicidi, suggeriscono contro la possibilità delle differenze sessuali.
Questi risultati incoerenti hanno portato i ricercatori a proporre nuove teorie che tentano di spiegare le differenze sessuali osservate in alcuni studi. Una teoria che è stata ipotizzata per spiegare perché sia gli uomini che le donne riportano più disagio per l'infedeltà emotiva che per l'infedeltà sessuale è presa in prestito dalle teorie dell'attaccamento infantile. Gli studi hanno scoperto che gli stili di attaccamento degli adulti sono coerenti con le loro storie relazionali auto-riferite. Ad esempio, è stato riferito che più uomini hanno uno stile di attaccamento evitante, insicuro e sprezzante; dove questi "individui spesso tentano di minimizzare o restringere l'esperienza emotiva, negano i bisogni di intimità, sono altamente investiti nell'autonomia e sono più sessualmente promiscui rispetto agli individui che hanno altri stili di attaccamento". Levy e Kelly (2010) hanno testato questa teoria e hanno scoperto che gli stili di attaccamento degli adulti sono fortemente correlati a quale tipo di infedeltà ha suscitato maggiore gelosia. Gli individui che hanno stili di attaccamento sicuri spesso riferiscono che l’infedeltà emotiva è più sconvolgente, mentre gli stili di attaccamento respinti hanno maggiori probabilità di trovare l’infedeltà sessuale più sconvolgente. Il loro studio ha riportato che gli uomini in generale erano più propensi delle donne a riferire l'infedeltà sessuale come più angosciante, tuttavia ciò potrebbe essere correlato al fatto che più uomini hanno uno stile di attaccamento sprezzante. Gli autori propongono che un meccanismo sociale potrebbe essere responsabile dei risultati osservati. In altre parole, differenze sessuali replicabili nelle emozioni e nella gelosia sessuale potrebbero essere parte di una funzione sociale. Anche studi simili incentrati sulla mascolinizzazione e femminilizzazione da parte della società sostengono una spiegazione sociale, scartando una spiegazione evolutiva.
Uno studio del 2015 ha trovato una correlazione tra l'espressione di AVPR1A (uno dei tre principali tipi di recettori per la vasopressina) e la predisposizione al sesso extraconiugale nelle donne ma non negli uomini.

### Orientamento sessuale
I ricercatori evoluzionisti hanno suggerito che uomini e donne abbiano meccanismi innati che contribuiscono al motivo per cui diventano sessualmente gelosi, questo è particolarmente vero per alcuni tipi di infedeltà. È stato ipotizzato che gli uomini eterosessuali abbiano sviluppato un meccanismo psicologico innato che risponde alla minaccia dell'infedeltà sessuale più che all'infedeltà emotiva, e viceversa per le donne eterosessuali perché il potenziale tradimento è più dannoso per il maschio, che potrebbe potenzialmente investire nella prole di un altro maschio, mentre per le femmine l'infedeltà emotiva è più preoccupante perché potrebbero perdere l'investimento genitoriale nei confronti della prole di un'altra donna, influenzando così le loro possibilità di sopravvivenza. Tuttavia, studi degli anni 2000 suggeriscono che sempre più uomini e donne troverebbero l'infedeltà emotiva psicologicamente peggiore.
Symons (1979) ha stabilito che la gelosia sessuale è la ragione principale per cui molti uomini omosessuali non riescono a mantenere relazioni monogame e suggerisce che tutti gli uomini sono innatamente disposti a desiderare la variazione sessuale, con la differenza tra uomini eterosessuali e omosessuali che gli uomini omosessuali possono trovare più spesso partner disponibili per il sesso occasionale e soddisfare così questo innato desiderio di varietà sessuale. Tuttavia, secondo questo punto di vista, tutti gli uomini possono essere "programmati" per essere sessualmente gelosi, e quindi gli uomini gay potrebbero essere più turbati dall'infedeltà sessuale che da quella emotiva, e le lesbiche potrebbero essere più turbate dall'infedeltà emotiva che da quella sessuale. Studi recenti suggeriscono che potrebbe non essere un meccanismo innato, ma dipende piuttosto dall'importanza attribuita all'esclusività sessuale. Peplau e Cochran (1983) hanno scoperto che l’esclusività sessuale era molto più importante per gli uomini e le donne eterosessuali rispetto agli uomini e alle donne omosessuali. Questa teoria suggerisce che non è la sessualità a portare alle differenze, ma che le persone sono inclini alla gelosia in ambiti che sono particolarmente importanti per loro. Barah e Lipton sostengono che le coppie eterosessuali possono imbrogliare tanto quanto le relazioni omosessuali.
Harris (2002) ha testato queste ipotesi su 210 individui: 48 donne omosessuali, 50 uomini omosessuali, 40 donne eterosessuali e 49 uomini eterosessuali. I risultati hanno scoperto che più individui eterosessuali che omosessuali consideravano l'infedeltà sessuale peggiore dell'infedeltà emotiva, con gli uomini eterosessuali che erano i più preoccupanti, e che quando costretti a scegliere, gli uomini gay prevedevano in modo schiacciante che l'infedeltà emotiva sarebbe stata più preoccupante dell'infedeltà sessuale. Questi risultati contraddicono il suggerimento di Symons (1979) secondo cui non ci sarebbero differenze di genere nelle risposte previste all'infedeltà in base all'orientamento sessuale. Blow e Bartlett (2005) suggeriscono che anche se il sesso al di fuori di una relazione omosessuale potrebbe essere visto come più accettabile in alcune relazioni, le conseguenze dell'infedeltà non si verificano senza dolore o gelosia.
Gli eterosessuali valutavano l’infedeltà emotiva e sessuale come più angosciante dal punto di vista emotivo rispetto alle persone lesbiche e gay. Sono emerse differenze di sesso e orientamento sessuale riguardo al grado in cui emozioni specifiche venivano riferite in risposta all’infedeltà sessuale ed emotiva. Pochi ricercatori hanno esplorato l'influenza dell'orientamento sessuale su quale tipo di infedeltà viene considerata più angosciante.
Riassumendo i risultati di questi studi, gli uomini eterosessuali sembrano essere più angosciati dall’infedeltà sessuale rispetto alle donne eterosessuali, alle donne lesbiche e agli uomini gay. Questi ultimi tre gruppi sembrano più responsabili di questa differenza riportando livelli di disagio similmente più elevati nei confronti dell'infedeltà emotiva rispetto agli uomini eterosessuali. Tuttavia, le analisi intra-sessuali rivelano che gli uomini eterosessuali tendono a considerare l'infedeltà emotiva come più angosciante dell'infedeltà sessuale.

## Risposte
Alcuni studi suggeriscono che solo una piccola percentuale di coppie che sperimentano l’infedeltà migliora effettivamente la loro relazione, mentre altri riferiscono che le coppie hanno esiti relazionali sorprendentemente positivi. In termini di risposte negative all'infedeltà, Charney e Parnass (1995) riferiscono che dopo aver saputo dell'infedeltà di un partner, le reazioni includevano rabbia e aumento dell'aggressività, perdita di fiducia, diminuzione della fiducia personale e sessuale, tristezza, depressione, danno all'autostima, paura dell'abbandono e un'ondata di giustificazione per lasciare il proprio partner. Un altro studio ha riportato che quasi il 60% dei partner traditi ha avuto problemi emotivi e depressione in seguito alla scoperta della relazione. Altre conseguenze negative hanno incluso danni ai rapporti con bambini, genitori e amici, nonché conseguenze legali. Un rapporto del 1983 ha dettagliato che su un campione di 205 individui divorziati, circa la metà ha affermato che i loro problemi coniugali erano causati dall'infedeltà del coniuge.
L'impatto negativo dell'infedeltà su una relazione dipende da quanto i partner sono coinvolti nella loro relazione di infedeltà, e i ricercatori sostengono che l'infedeltà in sé non causa il divorzio ma il livello generale di soddisfazione della relazione, i motivi dell'infedeltà, il livello di conflitto e gli atteggiamenti tenuti riguardo all'infedeltà. Infatti, Schneider e altri (1999) hanno riferito che anche se il 60% dei partecipanti aveva inizialmente minacciato di lasciare la relazione primaria, una minaccia di lasciare la relazione a causa di infedeltà non era in realtà in grado di prevedere l’esito finale. Atkins, Eldridge, Baucom e Christiansen hanno scoperto che le coppie che hanno seguito la terapia e hanno affrontato apertamente l'infedeltà erano in grado di cambiare a un ritmo più rapido rispetto alle coppie in difficoltà che erano solo in terapia. Alcuni risultati positivi non desiderati che sono stati segnalati per le coppie che hanno subito infedeltà includono relazioni coniugali più strette, maggiore assertività, maggiore cura di se stessi, attribuzione di un valore maggiore alla famiglia e consapevolezza dell'importanza della comunicazione coniugale.
Se il divorzio deriva da infedeltà, la ricerca suggerisce che il coniuge "fedele" può provare sentimenti di scarsa soddisfazione di vita e autostima; potrebbero anche impegnarsi in relazioni future per paura che si verifichi la stessa incidenza. Sweeney e Horwitz (2001) hanno scoperto che le persone che hanno avviato un divorzio dopo aver sentito parlare dell'infedeltà del loro partner hanno sperimentato meno depressione; tuttavia, è vero il contrario quando il coniuge colpevole ha avviato il divorzio.
Mentre coloro che hanno uno stile di attaccamento sicuro credono che gli altri siano disponibili per loro, quelli con un attaccamento insicuro credono che gli altri siano meno disponibili per loro. Le persone che sviluppano alti livelli di attaccamento provano più ansia e incertezza. Affrontano la situazione cercando rassicurazione e aggrappandosi a un'altra persona. Nella teoria dell'attaccamento, le persone cercano il sesso per soddisfare i propri bisogni. Coloro i cui partner sono infedeli possono provare ansia, stress e depressione. Sono più propensi a impegnarsi in attività rischiose per la salute. Le donne che hanno sperimentato valutazioni negative, come il senso di colpa e l’attribuzione causale, hanno portato a disagio emotivo e a un aumento dei comportamenti compromettenti la salute.
L’autostima di genere influisce notevolmente sull’infedeltà. È noto che diversi fattori per i due sessi influenzano la gelosia. Gli uomini eterosessuali sembrano essere più angosciati dall'infedeltà sessuale rispetto alle donne eterosessuali, alle donne lesbiche e agli uomini gay. Gli ultimi tre gruppi sembrano più responsabili della differenza, riportando livelli di disagio similmente più elevati nei confronti dell’infedeltà emotiva rispetto agli uomini eterosessuali.

## Cause
Gli studi hanno scoperto che gli uomini hanno maggiori probabilità di impegnarsi in rapporti sessuali extraconiugali se sono insoddisfatti sessualmente, mentre le donne hanno maggiori probabilità di impegnarsi in rapporti extraconiugali se sono insoddisfatte emotivamente. Kimmel e Van Der Veen hanno scoperto che la soddisfazione sessuale può essere più importante per i mariti e che le mogli sono più interessate alla compatibilità con i loro partner. Gli studi suggeriscono che gli individui che riescono a separare i concetti di sesso e amore hanno maggiori probabilità di accettare situazioni in cui si verifica l'infedeltà. Uno studio condotto da Roscoe, Cavanaugh e Kennedy ha scoperto che le donne indicavano l'insoddisfazione relazionale come la ragione principale dell'infedeltà, mentre gli uomini riferivano una mancanza di comunicazione, comprensione e incompatibilità sessuale. Glass e Wright hanno anche scoperto che uomini e donne coinvolti in infedeltà sia sessuali che emotive hanno riferito di essere i più insoddisfatti nelle loro relazioni rispetto a quelli coinvolti solo nell'infedeltà sessuale o emotiva. In generale, l'insoddisfazione coniugale è nel complesso la ragione numero uno spesso segnalata per l'infedeltà per entrambi i sessi. È importante notare che ci sono molti altri fattori che aumentano la probabilità che qualcuno commetta infedeltà. Anche gli individui che mostrano atteggiamenti sessualmente permissivi e coloro che hanno avuto un elevato numero di rapporti sessuali passati hanno maggiori probabilità di commettere infedeltà. Altri fattori come essere ben istruiti, vivere in un centro urbano, essere meno religiosi, avere un'ideologia e valori liberali, avere più opportunità di incontrare potenziali partner e essere più anziani hanno influenzato la probabilità di essere coinvolti in una relazione extraconiugale.

### Punto di vista antropologico
Gli antropologi tendono a credere che gli esseri umani non siano né completamente monogami né completamente poligami. L'antropologa Bobbi Low afferma che siamo "leggermente poligami", mentre Deborah Blum ritiene che siamo "ambiguamente monogami" e che ci stiamo lentamente allontanando dalle abitudini poligame dei nostri antenati evoluzionari.
Secondo l'antropologa Helen Fisher, ci sono numerose ragioni psicologiche per l'adulterio. Alcune persone potrebbero voler integrare un matrimonio, risolvere un problema sessuale, attirare più attenzione, cercare vendetta o provare più eccitazione nel matrimonio. Ma secondo la ricerca di Fisher, esiste anche un lato biologico dell'adulterio. "Abbiamo due sistemi cerebrali: uno è legato all'attaccamento e all'amore romantico, e poi c'è l'altro sistema cerebrale, che è puramente sessuale." A volte questi due sistemi cerebrali non sono ben collegati, il che consente alle persone di diventare adulteri e soddisfare la propria libido senza alcun riguardo per il proprio lato di attaccamento.

### Variazione culturale
Spesso le differenze di genere sia nella gelosia che nell’infedeltà sono attribuibili a fattori culturali. Questa variazione deriva dal fatto che le società differiscono nel modo in cui vedono le relazioni extraconiugali e la gelosia. Un esame della gelosia in sette nazioni ha rivelato che ciascun partner in una relazione funge da fonte primaria ed esclusiva di soddisfazione e attenzione per l'altro in tutte le culture. Pertanto, quando un individuo prova gelosia nei confronti di un altro, di solito è perché ora condivide la sua principale fonte di attenzione e soddisfazione. Tuttavia, è possibile osservare delle variazioni quando si identificano i comportamenti e le azioni che tradiscono il ruolo di colui che dà attenzione primaria (soddisfazione). Ad esempio, in alcune culture se un individuo esce con un altro del sesso opposto, possono derivare emozioni di intensa gelosia; tuttavia, in altre culture, questo comportamento è perfettamente accettabile e non viene preso in grande considerazione.
È importante capire da dove provengono queste variazioni culturali e come si radicano nelle diverse percezioni di infedeltà. Mentre molte culture segnalano l’infedeltà come sbagliata e la ammoniscono, alcune sono più tolleranti nei confronti di tale comportamento. Queste opinioni sono generalmente legate alla natura liberale generale della società. Ad esempio, la società danese è considerata più liberale rispetto a molte altre culture e, come tale, ha opinioni liberali correlate sull’infedeltà e sulle relazioni extraconiugali. Secondo Christine Harris e Nicholas Christenfeld, le società che sono giuridicamente più liberali nei confronti delle relazioni extraconiugali giudicano meno severamente l'infedeltà sessuale perché è distinta dall'infedeltà emotiva. Nella società danese, fare sesso non implica necessariamente un profondo attaccamento emotivo. Di conseguenza, l’infedeltà non ha una connotazione negativa così grave. Un confronto tra le società cinesi e americane moderne ha mostrato che c'era maggiore disagio per l'infedeltà sessuale negli Stati Uniti che in Cina. La differenza culturale è molto probabilmente dovuta alla natura più restrittiva della società cinese, che rende quindi l’infedeltà una preoccupazione più importante. La promiscuità sessuale è più evidente negli Stati Uniti, quindi ne consegue che la società americana è più preoccupata per l’infedeltà rispetto alla società cinese. Spesso, una singola religione predominante può influenzare la cultura di un'intera nazione. Anche all’interno del cristianesimo negli Stati Uniti, ci sono discrepanze su come vengono viste le relazioni extraconiugali. Ad esempio, protestanti e cattolici non vedono l’infedeltà con la stessa severità. Anche la concezione del matrimonio è nettamente diversa; mentre nel cattolicesimo romano il matrimonio è visto come un vincolo sacramentale indissolubile e non consente il divorzio anche in caso di infedeltà, la maggior parte delle denominazioni protestanti consente il divorzio e il nuovo matrimonio per infedeltà o altri motivi. Alla fine, si è visto che gli adulti associati a una religione (qualsiasi denominazione) consideravano l'infedeltà molto più angosciante rispetto a coloro che non erano affiliati a una religione. Quelli che partecipavano più pesantemente alle loro religioni erano ancora più conservatori nelle loro opinioni sull’infedeltà.
Alcune ricerche hanno anche suggerito che l'essere afroamericano ha una correlazione positiva con l'infedeltà, anche quando si controlla il livello di istruzione. Altre ricerche suggeriscono che l'incidenza dell'infedeltà nel corso della vita non differisce tra afroamericani e bianchi, ma solo la probabilità che si verifichino quando vi si dedicano. Le strategie di accoppiamento umano differiscono da cultura a cultura. Ad esempio, Schmitt discute di come le culture tribali con un maggiore stress da agenti patogeni abbiano maggiori probabilità di avere sistemi di matrimonio poliginico; mentre i sistemi di accoppiamento monogami di solito hanno ambienti ad alto contenuto di agenti patogeni relativamente più bassi. Inoltre i ricercatori hanno anche proposto l'idea che gli alti tassi di mortalità nelle culture locali dovrebbero essere correlati con strategie di accoppiamento più permissive. D'altra parte, Schmitt discute di come gli ambienti riproduttivi impegnativi dovrebbero aumentare il desiderio e il perseguimento di relazioni biparentali e monogame.

### Teoria del pluralismo strategico
Il pluralismo strategico è una teoria che si concentra su come i fattori ambientali influenzano le strategie di accoppiamento. Secondo questa teoria, quando le persone vivono in ambienti impegnativi e stressanti, la necessità di cure biparentali è maggiore per aumentare la sopravvivenza della prole. Di conseguenza, la monogamia e l’impegno sono più comuni. D’altra parte, quando le persone vivono in ambienti che comportano poco stress e minacce alla sopravvivenza della prole, il bisogno di relazioni serie e impegnate diminuisce, e quindi la promiscuità e l’infedeltà sono più comuni.

### Teoria dell'indice di mascolinità
La teoria dell'indice di mascolinità spiega la relazione e le dinamiche sessuali all'interno di diverse aree del mondo in base al rapporto tra il numero di uomini in età da matrimonio e le donne in età da matrimonio. Secondo questa teoria, un'area ha un indice di mascolinità elevato quando c'è un numero maggiore di donne in età da matrimonio rispetto a uomini in età da matrimonio e un'area ha un indice di mascolinità basso quando ci sono più uomini in età da matrimonio. In termini di infedeltà, la teoria afferma che quando l'indice di mascolinità è elevato, è più probabile che gli uomini siano promiscui e facciano sesso al di fuori di una relazione impegnata perché la domanda di uomini è più alta e questo tipo di comportamento, desiderato dagli uomini, è più accettato. D’altra parte, quando l'indice di mascolinità è basso, la promiscuità è meno comune perché le donne sono molto richieste e poiché desiderano la monogamia e l’impegno, affinché gli uomini possano rimanere competitivi nel bacino delle compagne, devono rispondere a questi desideri. Il supporto a questa teoria viene da prove che mostrano tassi di divorzio più elevati nei paesi con indici di mascolinità più elevati e tassi di monogamia più elevati nei paesi con indici di mascolinità più bassi.

## Altri fattori che contribuiscono
Sebbene l’infedeltà non sia affatto esclusiva di alcuni gruppi di persone, la sua percezione può essere influenzata da altri fattori. Inoltre, all'interno di una "cultura omogenea", come quella degli Stati Uniti, fattori come la dimensione della comunità possono essere forti predittori di come viene percepita l'infedeltà. Le comunità più grandi tendono a preoccuparsi meno dell’infedeltà, mentre le piccole città sono molto più interessate a tali questioni. Questi modelli sono osservati anche in altre culture. Ad esempio, una cantina in una piccola comunità rurale messicana è spesso vista come un luogo in cui le donne "perbene" o "sposate" non vanno a causa della sua natura semi-privata. Al contrario, gli spazi pubblici come il mercato o la piazza sono aree accettabili per l’interazione eterosessuale. Una popolazione di dimensioni inferiori presenta la minaccia di essere pubblicamente riconosciuta per infedeltà. Tuttavia, all’interno di una comunità più ampia della stessa società messicana, entrare in un bar o in un pub otterrebbe una visione diversa. Sarebbe considerato perfettamente accettabile che sia gli individui sposati che quelli non sposati bevessero in un bar di una grande città. Queste osservazioni possono essere messe in parallelo anche con le società rurali e urbane degli Stati Uniti. In definitiva, queste variabili e differenze sociali determinano atteggiamenti nei confronti dell'infedeltà sessuale che possono variare tra le culture e all'interno delle culture.
Il "bracconaggio del partner" è il fenomeno di un single (ossia una persona non sposata ne fidanzata) che attira una persona che ha una relazione intima a lasciare il proprio partner per se stesso/a. Secondo un sondaggio condotto da David Schmitt (2001) su 16.964 individui in 53 paesi, il bracconaggio del partner avviene più frequentemente nei paesi del Medio Oriente come Turchia e Libano, e meno frequentemente nei paesi dell’Asia orientale come Cina e Giappone.

### Fattori evolutivi
La teoria dell’investimento genitoriale viene utilizzata per spiegare le pressioni evolutive che possono spiegare le differenze sessuali nell’infedeltà. Questa teoria afferma che il sesso che investe meno nella prole ha più da guadagnare da un comportamento sessuale indiscriminato. Ciò significa che le donne, che in genere investono più tempo ed energie nell’allevamento della prole (9 mesi di gravidanza, allattamento al seno, ecc.), dovrebbero essere più esigenti quando si tratta di selezione del compagno e dovrebbero quindi desiderare relazioni monogame a lungo termine che garantirebbe la vitalità della loro prole. Gli uomini, d'altro canto, hanno un minore investimento da parte dei genitori e quindi sono spinti verso un'attività sessuale indiscriminata con più partner poiché tale attività aumenta la probabilità della loro riproduzione. Questa teoria dice che sono queste pressioni evolutive che agiscono in modo differenziale su uomini e donne e ciò che alla fine spinge più uomini a cercare l'attività sessuale al di fuori delle proprie relazioni. Può tuttavia ancora spiegare il verificarsi di rapporti sessuali extraconiugali tra le donne. Ad esempio, una donna il cui marito ha difficoltà di fecondazione può trarre beneficio dall’intraprendere attività sessuali al di fuori della sua relazione. Può avere accesso a geni di alta qualità e comunque trarre vantaggio dall’investimento dei genitori da parte del marito o del partner che sta inconsapevolmente investendo nel figlio illegittimo. La prova dello sviluppo di una strategia di accoppiamento così a breve termine nelle donne deriva dalla scoperta che le donne che hanno relazioni in genere lo fanno con uomini che hanno uno status, una posizione dominante e un'attrattiva fisica più elevati (che è indicativo della qualità genetica).

### Meccanismi di difesa
Un meccanismo di difesa che alcuni ricercatori ritengono efficace nel prevenire l’infedeltà è la gelosia. La gelosia è un’emozione che può suscitare risposte forti. Sono stati comunemente documentati casi in cui la gelosia sessuale era una causa diretta di omicidi e gelosia morbosa. Buss (2005) afferma che la gelosia ha tre funzioni principali per aiutare a prevenire l'infedeltà. Questi suggerimenti sono:
- Può avvisare un individuo di minacce con una relazione stimata.
- Può essere attivato dalla presenza di rivali intrasessuali interessati e più desiderabili.
- Può funzionare come un meccanismo motivazionale che crea risultati comportamentali per scoraggiare l’infedeltà e l’abbandono.

Osservare il meccanismo fisiologico della gelosia offre supporto a questa idea. La gelosia è una forma di risposta allo stress che ha dimostrato di attivare il sistema nervoso simpatico aumentando la frequenza cardiaca, la pressione sanguigna e la respirazione. Ciò attiverà la risposta "lotta o fuga" per garantire un'azione contro il tentativo di infedeltà sessuale del proprio partner. Buss e i suoi colleghi furono i primi a aprire la strada a una teoria secondo cui la gelosia è un'emozione umana evoluta che è diventata un modulo innato, cablato per prevenire il verificarsi dell'infedeltà. Questa idea è comunemente chiamata Gelosia come modulo innato specifico ed è stata ampiamente dibattuta. La base di questa argomentazione è che la gelosia era benefica ai tempi dei nostri antenati, quando il tradimento era più comune. Hanno suggerito che coloro che erano dotati di questa risposta emotiva potevano fermare più efficacemente l'infedeltà e quelli senza la risposta emotiva avevano più difficoltà a farlo. Poiché l’infedeltà imponeva un tale costo in termini di forma fisica, coloro che avevano avuto una risposta emotiva gelosa, miglioravano la propria forma fisica e potevano trasmettere il modulo della gelosia alla generazione successiva.
Un altro meccanismo di difesa per prevenire l’infedeltà è il monitoraggio sociale e l’azione su qualsiasi violazione delle aspettative. I ricercatori a favore di questo meccanismo di difesa ipotizzano che ai tempi dei nostri antenati, l'atto sessuale o l'infedeltà emotiva fosse ciò che innescava la gelosia e quindi il rilevamento del segnale sarebbe avvenuto solo dopo che si era verificata l'infedeltà, rendendo la gelosia un sottoprodotto emotivo senza funzione selettiva. In linea con questo ragionamento, questi ricercatori ipotizzano che come una persona monitora le azioni del proprio partner con un potenziale rivale attraverso valutazioni primarie e secondarie; se le loro aspettative vengono violate a entrambi i livelli di osservazione, si sentiranno angosciati e metteranno in atto un'azione appropriata per fermare la possibilità di infedeltà. Il monitoraggio sociale consente quindi loro di agire di conseguenza prima che si verifichi l'infedeltà, avendo così la capacità di migliorare la propria forma fisica. La ricerca che ha testato questa teoria ha trovato più favore per l'ipotesi della gelosia sessuale.
Un meccanismo di difesa contro l'infedeltà suggerito più recentemente e che attira maggiore attenzione è che un particolare gruppo sociale punirà gli imbroglioni danneggiando la loro reputazione. La base di questo suggerimento deriva dal fatto che gli esseri umani hanno una capacità senza pari di monitorare le relazioni sociali e infliggere punizioni agli imbroglioni, indipendentemente dal contesto. Questa punizione si presenta in molte forme, una delle quali è il pettegolezzo. Questo danno comprometterà i benefici futuri che l’individuo potrà conferire al gruppo e ai suoi individui. Tali limitazioni e costi dissuadono in primo luogo un individuo dall'imbrogliare. Il supporto a questo meccanismo di difesa viene dal lavoro sul campo di Hirsch e colleghi (2007) che hanno scoperto che i pettegolezzi sulle relazioni extraconiugali in una piccola comunità del Messico erano particolarmente diffusi e devastanti per la reputazione in questa regione. Nello specifico, è stato riscontrato che l'adulterio causa il rinnegamento di un individuo da parte della sua famiglia, diminuisce il valore del matrimonio della sua famiglia, causa la perdita di denaro o di un lavoro e diminuisce il potenziale riproduttivo futuro. In questa comunità, gli uomini che avevano relazioni extraconiugali lo facevano in aree private con una minore prevalenza di donne legate alla comunità, come bar e bordelli, entrambe aree ad alto rischio di contrarre infezioni a trasmissione sessuale.

## Internet
La proliferazione di chat room sessuali e di app di appuntamenti ha aumentato le opportunità per le persone con una relazione impegnata di impegnarsi in atti di infedeltà dentro e fuori Internet. Una relazione informatica è definita come "una relazione romantica o sessuale avviata tramite contatto online e mantenuta principalmente tramite comunicazione online". Gli atti sessuali online includono comportamenti come il cybersesso, in cui due o più individui discutono sulle fantasie sessuali su Internet e di solito sono accompagnati dalla masturbazione; hot-chat, in cui le discussioni tra due o più persone si allontanano dal flirt spensierato; e atti emotivi in cui le persone rivelano informazioni intime a un altro significativo. Un nuovo tipo di attività sessuale online è quando gli avatar di due persone intraprendono attività sessuali in mondi di realtà virtuale come Second Life. La maggior parte degli americani ritiene che se un partner pratica il cybersesso ciò costituisca un atto di infedeltà.
Un sondaggio del 2005 su 1828 partecipanti ha riferito che un terzo di loro ha riferito di aver praticato il cybersesso e di quel terzo, il 46% ha affermato di avere una relazione impegnata con qualcun altro.
Nel tentativo di differenziare l'infedeltà offline da quella online, Cooper, Morahan-Martin, Mathy e Maheu hanno costruito un "motore tripla A", che identifica i tre aspetti dell'infedeltà su Internet che la distinguono, in una certa misura, dall'infedeltà tradizionale:
- Accessibilità (Accessibility): maggiore è l'accesso a Internet, maggiore è la probabilità di commettere infedeltà
- Convenienza (Affordability): il costo monetario per poter accedere a Internet continua a diminuire e, per un prezzo basso, un utente può visitare molti siti e soddisfare molteplici potenziali bisogni sessuali
- Anonimato (Anonymity): Internet consente agli utenti di mascherarsi da qualcun altro o di nascondere del tutto la propria identità[90].

In uno studio condotto su 335 studenti universitari olandesi coinvolti in relazioni intime serie, ai partecipanti sono stati presentati quattro dilemmi riguardanti l'infedeltà emotiva e sessuale di un partner su Internet. Hanno trovato una differenza significativa tra i sessi nel caso in cui i partecipanti scegliessero l’infedeltà sessuale ed emotiva come più sconvolgente. Più uomini che donne hanno indicato che il coinvolgimento sessuale di un partner li sconvolgerebbe più del legame emotivo del partner con qualcun altro. Allo stesso modo, nel dilemma relativo all’infedeltà su Internet, un numero maggiore di uomini ha indicato che il coinvolgimento sessuale del proprio partner li avrebbe turbati più del legame emotivo del partner con qualcun altro. Le donne, d’altro canto, hanno espresso più problemi di infedeltà emotiva su Internet rispetto agli uomini.
L’infedeltà online può essere altrettanto dannosa per una relazione quanto l’infedeltà fisica offline. Una possibile spiegazione è che il nostro cervello registra gli atti virtuali e fisici allo stesso modo e risponde in modo simile. Diversi studi hanno concluso che l'infedeltà online, sia di natura sessuale che emotiva, spesso porta all'infedeltà offline.

### Chat room
Uno studio condotto da Beatriz Lia Avila Mileham nel 2004 ha esaminato il fenomeno dell'infedeltà online nelle chat room. Sono stati indagati i seguenti fattori: quali elementi e dinamiche comporta l'infedeltà online e come avviene; cosa porta gli individui specificamente al computer per cercare una relazione laterale; se le persone considerano i contatti online come infedeltà e perché o perché no; e quali dinamiche sperimentano gli utenti delle chat room nei loro matrimoni. I risultati hanno portato a tre costrutti che simboleggiano le dinamiche delle chat room e servono come base per l'infedeltà su Internet:
- Interazionismo sessuale anonimo: predilezione degli individui per interazioni anonime di natura sessuale nelle chat room. Il fascino dell’anonimato acquista ulteriore importanza per le persone sposate, che possono godere di una relativa sicurezza per esprimere fantasie e desideri senza essere conosciuti o esposti.
- Razionalizzazione comportamentale: il ragionamento utilizzato dagli utenti delle chat room per concepire i propri comportamenti online come innocenti e innocui, nonostante la segretezza e la natura altamente sessuale.
- Evitamento senza sforzo: mancanza di disagio psicologico da parte degli utenti delle chat room nello scambio di messaggi sessuali con estranei.

## Problemi sul posto di lavoro
Poiché il numero di donne nella forza lavoro aumenta per corrispondere a quello degli uomini, i ricercatori si aspettano che anche la probabilità di infedeltà aumenterà con le interazioni sul posto di lavoro. Wiggins e Lederer (1984) hanno scoperto che le opportunità di commettere infedeltà erano legate al posto di lavoro dove quasi la metà dei campioni che avevano commesso infedeltà erano coinvolti con i colleghi. Uno studio condotto da McKinnish (2007) ha rilevato che coloro che lavorano con una percentuale maggiore di lavoratori del sesso opposto hanno maggiori probabilità di divorziare a causa di infedeltà. Kuroki ha scoperto che le donne sposate avevano meno probabilità di avere una relazione sul posto di lavoro, mentre i lavoratori autonomi avevano maggiori probabilità. Nel 2000, Treas e Giesen hanno trovato risultati simili in cui le opportunità sessuali sul posto di lavoro aumentavano la probabilità di infedeltà negli ultimi 12 mesi.
Le relazioni adultere in ufficio sono ampiamente considerate inutili per gli affari e i rapporti di lavoro, e le relazioni tra superiore e subordinato sono vietate nel 90% delle aziende con politiche scritte relative al romanticismo in ufficio. Le aziende non possono vietare l’adulterio poiché, tranne una manciata di Stati, tali regolamenti entrerebbero in conflitto con le leggi che vietano la discriminazione sulla base dello stato civile. I licenziamenti, tuttavia, spesso avvengono sulla base di accuse di condotta inappropriata in ufficio.
Accademici e terapisti affermano che l’adulterio è probabilmente più diffuso in viaggio che vicino a casa. La protezione della distanza offre infatti maggiori opportunità di adulterio, essendo il soggetto lontano da coniugi o partner. I tradimenti vanno dalle avventure di una notte alle relazioni che durano anni. Di solito sono con un collega, un socio in affari o qualcuno che incontrano ripetutamente durante i viaggi.
Un altro motivo per lo sviluppo delle storie d'amore in ufficio è la quantità di tempo che i colleghi trascorrono insieme. I coniugi oggi spesso trascorrono più tempo con i colleghi in ufficio che tra loro. Un articolo di Newsweek rileva: "Quasi il 60% delle donne americane lavora fuori casa, rispetto a circa il 40% nel 1964. Molto semplicemente, le donne incontrano più persone durante il giorno rispetto al passato. Partecipano a più riunioni, fanno più affari viaggi e, presumibilmente, partecipano di più a chiacchiere davanti ai refrigeratori d'acqua. [In riferimento alle pause che i dipendenti fanno in spazi comuni come le aree ristoro dove sono spesso presenti refrigeratori d'acqua]"

## Viste alternative (scambismo e poliamore)
Lo scambismo è una forma di sesso extraconiugale in cui le coppie sposate si scambiano partner tra loro. Lo scambismo era originariamente chiamato "scambio di moglie", ma a causa delle connotazioni sessiste e del fatto che molte mogli erano disposte a scambiare partner, fu sostituito "scambio di compagno" e/o "scambio". La Corte suprema del Canada ha stabilito che lo scambismo è legale purché avvenga in un luogo privato ed è consensuale. Lo scambismo può essere chiuso o aperto, dove le coppie si incontrano e ogni coppia va in una stanza separata o fa sesso nella stessa stanza. La maggior parte degli scambisti rientra nelle classi medie e alte, con un'istruzione e un reddito superiori alla media, e la maggior parte di questi scambisti sono bianchi (90%). Uno studio condotto da Jenks nel 1986 ha rilevato che gli scambisti non sono significativamente diversi dai non scambisti su parametri quali filosofia, autoritarismo, rispetto di sé, felicità, libertà, uguaglianza ecc. Gli scambisti tendono a enfatizzare i valori personali piuttosto che quelli più sociali. Secondo Henshel (1973), l'iniziazione al mondo dello scambismo avviene solitamente tramite il marito.
Le ragioni per impegnarsi nello scambismo sono la varietà di partner ed esperienze sessuali, piacere o eccitazione, incontrare nuove persone e voyeurismo. Affinché lo scambio funzioni, entrambi i partner devono avere una predisposizione sessuale liberale e un basso grado di gelosia. Gilmartin (1975) ha scoperto che l'85% del suo campione di scambisti riteneva che questi incontri sessuali non rappresentassero una minaccia reale per il loro matrimonio e riteneva che fosse migliorato. Jenks (1998) non ha trovato motivo di credere che lo scambismo fosse dannoso per il matrimonio, con oltre il 91% dei maschi e l'82% delle donne che indicavano di essere contenti dello scambismo.
Un'altra forma di sesso extraconiugale è il poliamore, una "filosofia e pratica non possessiva, onesta, responsabile ed etica di amare più persone contemporaneamente". Esistono vari tipi di relazioni nel poliamore come la famiglia intenzionale, la relazione di gruppo e il matrimonio di gruppo. Un tipo di relazione di gruppo può essere una triade che coinvolge una coppia sposata e un'altra persona che condividono l'intimità sessuale, tuttavia, di solito si tratta dell'aggiunta di una donna. A differenza della poliginia o della poliandria, sia gli uomini che le donne possono avere più partner entro i confini del poliamore. Le relazioni poliamorose si distinguono dalle relazioni extraconiugali per la piena divulgazione e il consenso di tutti i soggetti coinvolti. Le relazioni poliamorose possono specificare confini unici al di fuori delle aspettative monogame di fedeltà, che se violate sono ancora considerate tradimenti. Poiché sia gli uomini che le donne possono avere più partner, questi individui non si considerano né non impegnati né infedeli.